# Brachythecium pseudopiliferum
Brachythecium pseudopiliferum là một loài Rêu trong họ Brachytheciaceae. Loài này được (Hampe) Thér. mô tả khoa học đầu tiên năm 1936.